# Nothomiza costipicta
Nothomiza costipicta är en fjärilsart som beskrevs av Alfred Ernest Wileman 1915. Nothomiza costipicta ingår i släktet Nothomiza och familjen mätare. Inga underarter finns listade i Catalogue of Life.